# Київська група Армії УНР
Київська група Армії УНР — військове з'єднання Армії Української Народної Республіки.

## Історія

### Формування
В липні 1919 року до складу Дієвої армії УНР увійшов повстанський загін Юрія Тютюнника. До цього він був частиною військ отамана Матвія Григор'єва, які перейшли на бік більшовиків. В травні 1919 року підняв разом з ним повстання проти останніх та вирушив на Київщину, де і приєднався до походу Дієвої армії УНР та Української Галицької армії на Київ.
26 липня 1919 року підрозділ Юрія Тютюнника було реорганізовано в Київську групу у складі 5-ї та 12-ї піших дивізій.

### Бойовий шлях
Київська група брала участь у спільному поході Дієвої армії УНР та Української Галицької армії на Київ, складаючи разом з Волинською групою праве крило українських військ (Східна армійська група під керівництвом Василя Тютюнника). Вела бої проти більшовиків в районі Христинівки. Брала участь в наступі проти більшовицьких на півдні України, а потім проти білогвардійських військ.
15-16 листопада 1919 року була реорганізована в Київську дивізію.

## Командування
- Юрій Тютюнник (26 липня 1919 — 16 листопада 1919)

## Склад
Станом на 14 вересня 1919 року до складу Київської групи входили:
5-та Селянська дивізія (командир — Михайло Шулаїв)
- 13-й Гайсинський полк;
- 14-й Селянський полк;
- 15-й Селянський полк;
- гарматний полк;
- кінна сотня;
- інженерна сотня.

12-та Селянська дивізія (командир — отаман Багнюк)
- 34-й Верхньодніпровський полк;
- 35-й Звенигородський полк;
- 36-й Полтавський полк;
- Гуцульський Морський піший полк;
- батарея;
- кінна сотня;
- окремий курінь Терпило.

Загальна чисельність Київської групи станом на 14 вересня становила більше 2 600 чоловік, з них близько 1 660 багнетів і шабель. На її озброєнні у цей час знаходилося 43 кулемети та 8 гармат.